# Ordem do Mérito Docente e Cultural "Gabriela Mistral"
A Ordem do Mérito Docente e Cultural "Gabriela Mistral" é uma alta distinção criada em 1977 pelo governo do Chile o qual concede a personalidades nacionais e estrangeiras que se destacaram por sua "contribuição em benefício da educação, cultura e melhoria da função de ensino".

## Graus da Ordem
A Ordem consiste nos seguintes tipos: 
- Grau de Grande-Oficial: é o maior reconhecimento concedido a personalidades nacionais e estrangeiras de grande hierarquia intelectual, que prestaram serviços eminentes à educação ou à cultura e cujo ensino ou trabalho artístico é um reconhecimento aclamado pelo público.[2]
- Grau de Comendador ou Comendadora: É premiado a personalidades nacionais e estrangeiras que se distinguiram por sua contribuição à educação, à cultura ou melhoria no funcionamento do ensino.[3]
- Grau de Cavaleiro ou Dama: É concedido a: a) Professores estrangeiros, intelectuais e artistas, em reconhecimento ao seu trabalho educativo ou cultural, em benefício do país; b) Para os chilenos que se distinguiram ou prestaram serviços diferenciados à educação ou cultura; e c) aos professores de excelência e/ou de ampla trajetória pedagógica, em reconhecimento ao trabalho de ensino.[4]